# Walter Gorini
Walter Gorini (* 29. August 1944 in Cotignola) ist ein ehemaliger italienischer Bahnradsportler und Weltmeister im Radsport.

## Sportliche Laufbahn
Walter Gorini war ein Spezialist für die Kurzzeitdisziplinen auf der Bahn, insbesondere für das Tandemrennen. In dieser Disziplin wurde er 1966, 1968 und 1969 italienischer Meister. Bei den UCI-Bahn-Weltmeisterschaften 1966 in Frankfurt am Main belegte er gemeinsam mit Giordano Turrini den dritten Platz, zwei Jahre später wurde das Tandem-Duo Weltmeister in Montevideo.
Ebenfalls 1968 startete Walter Gorini mit Luigi Borghetto auf dem Tandem bei den Olympischen Spielen in Mexiko-Stadt; sie belegten Platz vier. In den Jahren 1966 bis 1968 gewann er mit Turrini und 1969 mit Mauro Orlati aus Forlì den Titel des italienischen Meister im Tandemrennen. 1966, 1968 und 1969 wurde er italienischer Meister im 1000-Meter-Zeitfahren.